# Hit Mania Dance Estate 2021
Hit Mania Dance Estate 2021 New Talent è una compilation di artisti vari facente parte della serie Hit Mania, uscita nei negozi il 6 agosto 2021.
Sono presenti 4 CD, tra questi troviamo il CD1: "Hit Mania Dance Estate 2021 - New Talent", CD2: "Hit Mania Dance Estate 2021 - New Talent Club Version", CD3: "Hit Mania Party Summer 2021" e il CD4: "Hit Mania Lounge Summer 2021".
Per la prima volta dal 2003, la compilation non includerà nel volume la fedele rivista Hit Mania Magazine.
La compilation è stata mixata dai DJ Luke DB & Fabien Pizar
La copertina è stata curata e progettata da Gorial.

## Tracce CD1
1. Nykoluke - Sentio
2. Tiësto - The Business
3. DJ Fabius feat. Carlos - Nostalgia
4. Gaja - Frozen (HM Version)
5. Dirty Nick feat. Sam Welch - Tell Me Why
6. Giulia Penna -  Savana
7. Slayduza - Paradise
8. Antonio Mellace feat. Anna Faragò - Close To Me (HM Version)
9. Pop & Scoop - Let's Dance Tonight
10. Kriga & Gryma - Never Let It Go
11. Armos - Try & Let's Go (HM Version)
12. Ruben Babe, Fray Raye & Fabien Guetta - Bed
13. AKBT & Topikk - Your Love (9PM)
14. Lory Sergi & Maurii feat. Arianna - Torneremo A Ballare
15. Pierluigi Di Prinzio - Next To Me (HM Version)
16. Billy DJ - Bambagia!
17. DJ Beda & Fr3y feat. Joanna Angelina - Lost In The Dark (HM Version)
18. Studio Enjoy & SWS - Tension (Extended Version)
19. Siby - Supereroe
20. Quasi Amici - D'estate (HM Version)
21. Didi Mazzilli & Enzo Polidoro Vs. MC Groove & Cicco DJ feat. Dylan Armonia - Officine Dance Okea (HM Version)
22. Vertygini - Non Mi Basti (Quasi) Mai
23. An To & Grace - È Tutto Mio
24. Sergio Sylvestre feat. Alessia Labate, Roy Paci & Saturnino - Motel California

## Tracce CD2
1. Dj Val S feat. Romina Psycho & Alkimista Hitmaker - Ballare
2. Dj Skipper - I Like All The Night (Hm Version)
3. Sergio Sylvestre feat. Ivana Lola - Safe
4. MC Groove VS Linob & Chef Furbio - Kontiki (Hm Version)
5. Looz - Find A Way (Radio Edit)
6. GLADIAH - Apatia
7. Vudko - Entro nel Club
8. Double3 Mask - All Night Dance (Hm Version)
9. R & M Groove - Money
10. Stereotypes - Human (Radio Edit)
11. Tinlicker X Robert Miles - Children (Edit)
12. MC Groove vs Cicco Dj - Run Run Baby (Hm Version)
13. Fabien Pizar - TikTok Time
14. Peter Torre - By Your Side (Radio Edit)
15. Jacopo Galeazzi - Everything (Hm Version)
16. Diego Broggio & Castaman - Freaking Weekend (Original Mix)
17. Lorenzo Righini - Love Is Percent (Hm Version)
18. Zeroone - In The Rain (Hm Version)
19. Diego Mates, Joe Mangione feat. Venessa Jackson - Here I Am (Radio Edit)
20. Mirko Morabit - I'll Be There (Hm Version)
21. Simone Marino, Steven May - Party's Groove (Hm Version)
22. Elaic & Ivas - Remember Me (Hm Version)
23. Dj Dabion vs Amon Fly - Insonnia (Hm Version)
24. Devid Morrison feat. Indra Leòn - Wanna Be Your Life (Hm Version)

## Tracce CD3
1. Simone Marino, Steve May - No Rush (Hm Version)
2. Brandom Lewis - Without Fear (Hm Version)
3. Harris Michelle - 90 Degrees (Hm Version)
4. Brandom Lewis - Crazy City (Hm Version)
5. Kiro B. - Dance In The Pool (Hm Version)
6. Athena Zeus - Followers (Hm Version)
7. Earl Nelson Jr. - What Do You Want (Hm Version)
8. Infinity Lores - First Lesson (Hm Version)
9. Infinity Lores - Pills To Forget Love (Hm Version)
10. Tool Steel - Beautiful Fall (Hm Version)
11. Infinity Lores - Ready Like A Weapon (Hm Version)
12. Tim Chambers - Longer Trip (Hm Version)
13. Tecno Habana - Glamorously (Hm Version)
14. Tool Steel - About Me (Hm Version)
15. Tecno Habana - Believe (Hm Version)
16. Perfect Street - After Your Steps (Hm Version)
17. Crimson Sound - The Summer (Hm Version)
18. Athena Zeus - Noise (Hm Version)
19. Earl Nelson Jr. - Promises (Hm Version)
20. Perfect Street - Reminder (Hm Version)
21. Crimson Sound - Boom Boom (Hm Version)
22. Rebel Youth - Bottom (Hm Version)
23. Wonderful Sensations - My Perfect Imperfection (Hm Version)
24. Tool Steel - Feel The Force (Hm Version)

## Tracce CD4
1. Nell - Erotic Lounge
2. Glory - Sun's Rise
3. TSL - White Island
4. Daniele Soriani - Mr Stranger (D-Soriani Jazzy Mix)
5. Alberto Margheriti - Flute My Self
6. Leonardo Carioti & Vincent - Stand Up (Lounge Version)
7. Fashion Boy feat. Ben Bagby - Be My Lover 2Nite (Lounge Version)
8. Nell - Beauty Farm Music
9. Flokkendof - Jazz Inside
10. Steve Jones - Magic Moments
11. Bar & Bar - Night In Rio (Original Radio Mix)
12. Den J Rose - Lost In Your Eyes (Lounge Version)
13. Margheriti - Small Jazz
14. Gold 'N' Chic feat. Scarlet Blue - Cool Girl (Lounge Version)
15. Flokkendof - Sax Flow
16. TSL - More and More
17. Fetish - Spinner
18. Alex Barattini feat. Nadine Rush - I Wanna Be Your Answer (Acoustic Mix)
19. TSL - Heart Of Me
20. Dj Seven - Night Club
21. Flokkendof - My Relax Time
22. Margheriti - Love Amstrong
23. Dj Seven - Cotton Club
24. Nell - Be In Your Life